# Gramma loreto
El pez abuela real (Gramma loreto) es una especie de peces de la familia Grammatidae, orden Perciformes.

## Descripción
La mitad delantera, es de color púrpura o violeta; mientras que la mitad posterior, es de un amarillo brillante; dos rayas doradas en la cabeza; posee una franja de color negro, que atraviesa su ojo,  una mancha redonda y negra en la región anterior de la primera dorsal. Alcanza una longitud total de 5 a 8 cm. Se encuentra en aguas cálidas del trópico, en proximidades de bancos de coral. Se alimenta de ectoparásitos de otros peces y también crustáceos.

## Distribución geográfica y hábitat
Es una especie habitante de los arrecifes de coral a profundidades de 1 a 40 metros. Este pez se encuentra en el Atlántico Centro-Occidental que incluyen: Las Bermudas, Bahamas y América Central hasta el norte de América del Sur. En la naturaleza suele vivir en grandes grupos de hasta 100 individuos. Aunque en cautividad son muy tímidos, y no toleran la presencia de peces mayores en el acuario.

## Reproducción
El dimorfismo sexual es difícil de distinguir. En su medio natural, los machos construye el nido entre las rocas con ayuda de trozos de algas, la hembra deposita entre 20 y 100 huevos en los filamentos de las algas, los huevos eclosionan después de 5 a 7 días, por la noche.

## En la cultura popular
El personaje de la película de Pixar estrenada en 2003 Buscando a Nemo Gluglú es un pez abuela real. 